# Team Shanghai Alice
Team Shanghai Alice (上海アリス幻樂団 Shanhai Arisu Gengakudan?, tdl. «Grupo musical fantástico Shanghai Alice») es una desarrolladora de software dōjin que se especializa en videojuegos danmaku. Hasta el día de hoy, la mayor parte de sus lanzamientos son los relacionados con la serie Touhou Project. 

## Lanzamientos

### Juegos

#### Juegos para PC-98
- Highly Responsive to Prayers (東方靈異伝 Touhou Reiiden?, "Transmisiones de Espíritus Inusuales", 1996): Rara mezcla entre el Pang y el Arkanoid. Primera aparición de Reimu Hakurei
- The Story of Eastern Wonderland (東方封魔録 Touhou Fuumaroku?, "Escritura del Sellamiento de un Demonio Oriental", 1997): Primer shooter de Zun. No es estilo danmaku (o bullet hell) sino fast bullet. Consta de cinco pantallas y extra. Primera aparición de Marisa Kirisame
- Phantasmagoria of Dim. Dream  (東方夢時空 Touhou Mujiku?, "Dimensión del Sueño", 1997): Estilo Twinkle Sprites
- Lotus Land Story (東方幻想郷 Touhou Gensokyo?, "Fantástica Aldea Hogar", 1998): Primer danmaku de Zun. Seis pantallas más la extra. Primera vez que se ve el hechizo Master Spark por parte Yuka Kazami (a partir de aquí, Marisa Kirisame lo adoptará como propio).
- Mystic Square (東方怪綺談 Touhou Kaikidan?, "Extrañas Historias Orientales", 1998): Segundo danmaku de Zun. Primera aparición de Alice Margatroid. Seis pantallas más la extra. Incluye en la Music Room todas las canciones de la saga más las que no llegó a incluir en sus anteriores juegos

#### Juegos para Windows
- Embodiment of Scarlet Devil (東方紅魔郷 Touhou Koumakyou?, "la Encarnación del Demonio Escarlata", 2002)
- Perfect Cherry Blossom (東方妖々夢 Touhou Youyoumu?, "Sueño Fascinante", 2003)
- Imperishable Night (東方永夜抄 Touhou Eiyashou?, "el Marco de la Noche Eterna", 2004)
- Immaterial and Missing Power (東方萃夢想 Touhou Suimusou?, "Recolección de Fantasía", 2005) - Colaboración con Twilight Frontier: Beat'em Up One Vs One que no deja de lado la complejidad de los shooter danmaku: A pesar de ser de peleas, los disparos que llenan la pantalla están al orden del día en casi todos los personajes.
- Phantasmagoria of Flower View (東方花映塚 Touhou Kaeizuka?, "Montículo desde el que Ver las Flores", 2005) - Retoma el concepto del primer Phantasmagoria con jugabilidad mejorada y mayor cantidad de balas a esquivar (muchas más...).
- Shoot the Bullet (東方文花帖 Touhou Bunkachou?, "el Colorido Álbum de Aya", 2005) - Extrañísima mezcla entre shooter danmaku y Project Zero, aparte de ser el primer ToHo sin la aparición de Reimu y Marisa como protagonistas.
- Mountain of Faith (東方風神録 Touhou Fuujinroku?, "Crónica del Dios del Viento", 2007)
- Scarlet Weather Rhapsody (東方緋想天 Touhou Hisoten?, "Rapsodia de Clima Escarlata", 2008) - Segundo juego realizado conjuntamente con Twilight Frontier. Presenta una mecánica similar al Immaterial and Missing Power, pero incluye más personajes, dos de ellos nuevos, e incorpora un sistema de Cards diferente al anterior.
- Subterranean Animism (東方地霊殿 Touhou Chireiden?, "Palacio de los Espíritus de la Tierra", 2008)
- Undefined Fantastic Object (東方星蓮船 Touhou Seirensen?, "Nave Oriental de la Estrella del Loto", 2009)
- Chase the Enigma of the Superdreadnought Guignol (東方非想天則　～ 超弩級ギニョルの謎を追え Touhou Hisoutensoku ~ Choudokyuu Ginyoru no Nazo wo Oe?, "Falta de Percepción de las Leyes Naturales Orientales ~ Persigue el Enigma de la Marioneta Superacorazada", 2009) - Tercer juego realizado conjuntamente con Twilight Frontier. Es una especie de expansión de Scarlet Weather Rhapsody, presentando 5 personajes más, nuevas habilidades y Spell Cards, y nuevos escenarios y música. Puede unirse con el Scarlet Weather Rhapsody para tener disponibles todos los personajes de ese juego.
- Double Spoiler (ダブルスポイラー　～ 東方文花帖 Daburu Supoirā ~ Touhou Bunkachou?, "Doble Spoiler ~ Álbum Cultural Oriental", 2010) - Especie de secuela del Shoot the Bullet, con el mismo sistema de juego, pero presentando nuevos oponentes, nuevas Spell Cards y un nuevo personaje jugable: Hatate Himekaidou.
- Great Fairy Wars (妖精大戦争　～ 東方三月精 Yousei Daisensou ~ Touhou Sangetsusei?, "Gran Guerra de las Hadas ~ Tres Hadas Orientales", 2010) - Juego danmaku con Cirno como protagonista, y una nueva característica: el poder de congelar el danmaku enemigo.
- Ten Desires (東方神霊廟 Touhou Shinreibyou?, "Mausoleo Oriental de Espíritus Divinos", 2011)
- Hopeless Masquerade (東方心綺楼 Touhou Shinkirou?, "Torre Oriental del Corazón de Tela ~ Enmascarado sin esperanza", 2013)
- Double Dealing Character (東方輝針城 Touhou Kishinjou?, "Castillo del Este de la Agujas Centellantes ～ Personaje de Doble Interpretación", 2013)
- Impossible Spell Card (弾幕アマノジャク Danmaku Amanojaku?, "Leyendas Urbanas en el Limbo", 2014)
- Urban Legend in Limbo (東方深秘録 Touhou Shinpiroku?, "Leyendas Urbanas en el Limbo", 2015)
- Legacy of Lunatic Kingdom (東方紺珠伝 Touhou Kanjuden?, "Cuento oriental del orbe ultramarino.", 2015)
- Hidden Star in Four Seasons (東方天空璋 Touhou  Tenkuushou?, "Estrella Escondida en Cuatro Estaciones", 2017)

### Bandas sonoras
Los CDS de música lanzados por Team Shanghai Alice incluyen principalmente versiones más elaboradas hechas con sintetizadores de las canciones presentes en el juego, así como tracks originales nunca antes lanzados.
- Dolls in Pseudo Paradise (蓬莱人形 Hourai Ningyou?, "Muñeca de Hourai", 2002): Incluye una serie de historias basadas en la figura de Reimu Hakurei, personaje principal de la saga
- Ghostly Field Club (蓮台野夜行 Rendaino Yakou?, "Caminar por un Páramo Fantasmal por la Noche", 2003): Se presentan dos personajes nuevos en la novela interior: Maribel Han (Merry o Mary, según las versiones) y Renko Usami, estudiantes universitarias que viven fuera de Gensokyo (zona de Tokio). Forman parte de un club en el que ellas dos son las únicas miembros. Maribel puede ver las fronteras de Gensokyo y Renko es capaz de saber dónde está en todo momento y lugar (como si fuera un GPS humano)y de saber qué hora es exactamente (horario japonés, eso sí) con sólo mirar al cielo
- Changeability of Strange Dream (夢違科学世紀 Yumetagae Kagaku Seiki?, 2004): En la novela interior se cuenta como Maribel, cada vez que se queda dormida, sueña como cruza la frontera que separa nuestro mundo de Gensokyo, teniendo una larga serie de encuentros con toda clase de youkai. Renko se preocupa seriamente por su amiga...
- Akyu's Untouched Score vol.1 (幺樂団の歴史１ Yougakudan no Rekishi 1?, "Historia del Yougakudan 1", 2006): Recopilatorio de las canciones aparecidas en el juego Lotus Land Story (Tōhō Gensōkyō). El término 幺樂 yougaku hace referencia a la música sintetizada en FM.
- Retrospective 53 minutes (卯酉東海道 Bouyu Toukaidou?, "Tōkaidō Este-Oeste", 2006): Maribel y Renko viajan en tren y reflexionan acerca de varios asuntos...
- Magical Astronomy (大空魔術 Oozora Majutsu?, "Hechicería Celestial", 2006): Ilusionadas, Maribel y Renko se enteran de que puede existir el turismo espacial...
- Akyu's Untouched Score vol. 2 (2006): Recopilatorio de las canciones aparecidas en el juego The Story of Eastern Wonderland (Touhou Fuumaroku)
- Akyu's Untouched Score vol. 3 (2006): Recopilatorio de las canciones aparecidas en el juego 'Mystic Square (Touhou Kaikidan)

### Otros
Dentro del proyecto Touhou, Team Shanghai Alice también lanzó libros de ilustraciones e historias.
- Curiosities of Lotus Asia (東方香霖堂): Serie de novelas publicadas en la revista de temática ecchi Colorfull PUREGIRL. Se presenta aquí al único personaje masculino de toda la saga: Rinnosuke Morichika
- Eastern and Little Nature Deity (東方三月精): Cómic en el que se presenta a tres nuevos personajes (conocidas como "Las Tres Hadas Traviesas": Luna Child, Star Sapphire y Sunny Milk) que aparecen sólo en Touhou 12.8: Fairy Wars como Jefes de todas las Stages
- Strange and Bright Nature Deity: Continuación del anterior
- Bohemian Archive in Japanese Red (東方文花帖): Serie de anécdotas y artículos "escritos" por la periodista de la saga, Aya Shameimaru acerca de toda clase de asuntos ocurridos a lo largo y ancho de todo Gensokyo
- Perfect Memento in Strict Sense (東方求聞史紀): Anotaciones y aclaraciones acerca de los personajes aparecidos en toda la saga, explicando cosas acerca de su carácter, motivaciones, nivel de peligrosidad y ánimos hacia los humanos... viene a ser una "guía" acerca de cómo sobrevivir en Gensokyo en el caso de encuentro con alguna de las féminas aquí descritas

## Miembros
Team Shanghai Alice está integrado solamente por un miembro bajo el pseudónimo de "ZUN" quien es el principal programador, guionista, artista y compositor. Debido a la presencia de este nombre en los créditos de sus primeros juegos, se puede especular que su nombre real es Jun'ya Ota (太田順也).
ZUN también trabaja para Taito Corporation y participó en la producción de varios juegos de esta empresa:
- Greatest Striker (PlayStation 2, 2000)
- Magic Pengel (PlayStation 2, 2002)
- Bujingai (PlayStation 2, 2003)
- Graffiti Kingdom (PlayStation 2, 2004)
- EXIT (PlayStation Portable, 2005)

## Nombre
El nombre de Team Shanghai Alice se eligió debido a la estética del proyecto Touhou. "Shanghai" es considerada por ZUN una ciudad donde occidente y oriente se unen. "Alice" sugiere una atmósfera similar a aquella de los cuentos de hadas. "Ensamble" (幻樂団, en el nombre original de la empresa reemplazado por Team en la traducción al inglés) se relaciona con el deseo anterior de ZUN de que Shanghai Alice fuera un ensamble musical.
Además, el nombre se relaciona con uno de los personajes de la saga Touhou Project, Alice Margatroid, donde una de sus muñecas es llamada "Shanghai"

## Curiosidades
- ZUN es un bebedor declarado y no duda en reconocer que a veces compone su música medio borracho (tal como explica en el comentario a la canción "La Leyenda de Tohno", canción del segundo nivel de Perfect Cherry Blossom), aparte de que no deja de comentar su gusto por la cerveza y demás bebidas espirituosas en su blog.

- Reimu Hakurei es por una parte la chica más tolerante de Touhou, (acepta que los youkai se paseen por su templo como si tal cosa) también es una de las más vagas (puesto que casi nadie le hace ninguna donación, apenas da golpe en su templo).

- Marisa Kirisame es el mayor prototipo de "caradura" que existe en la saga, siendo la que más hechizos roba a los demás personajes del juego (Ritual Sign "Orreries Sun" se lo imitó a su maestra Mima; Love Sign "Master Spark" se lo imitó a Yuka Kazami; Love Sign "Non-Directional Laser" se lo copió a Patchouli Knowledge, aparte de que su hechizo "Magic Missiles" es una copia descarada de los primeros hechizos de Reimu), aparte de tener una larga trayectoria de robos a lo largo y ancho de todo Gensōkyō para aumentar aún más su grandísima colección de objetos extraños (es colectomaníaca) que a muchos de los personajes sólo les parecen basura. Según ella "sólo coge esas cosas prestadas".

- Sakuya Izayoi es una de las que más misterios guarda puesto que nadie tiene muy seguro de dónde saca su terrible poder sobre la manipulación del tiempo y el porqué de su devoción por Remilia Scarlet, el Demonio Escarlata. De la conversación que tuvo con Eirin Yagokoro en el juego Imperishable Night y por sus cabellos plateados, cabe pensar que es descendiente de selenitas (Lunarians).

- A lo largo de los juegos se descubre que las chicas se acaban encontrando con los personajes que más controlan ciertos aspectos de la vida un tanto extraños:
  - Remilia Scarlet (jefe final del Embodiment of Scarlet Devil) tiene el poder de dominar el Destino (el futuro).
  - Keine Kamishirasawa (tercera jefe y subjefe de la mescena extra en el Imperishable Night) tiene el poder de comer la historia (en forma humana) o incluso, durante la luna llena, cuando adopta forma de hakutaku, cambiarla a su antojo. Esto es, puede controlar el pasado.
  - Kaguya Houraisan (jefe final del Imperishable Night) tiene poder sobre todo lo inmediato (presente) y lo eterno.
  - Yuyuko Saigyouji (jefe final del Perfect Cherry Blossom) es capaz de invocar la muerte en todos los seres vivos; esto es, es la muerte personificada.
  - Shikieki Yamaxanadú (jefe final del Phantasmagoria of Flower View) es una "Genma" o jueza de las almas. Es la "quinta Yama".
  - Yukari Yakumo (jefe de la escena "Phantasm" en el Perfect Cherry Blossom) es capaz de controlar y cambiar cualquier clase de frontera, borde o límite, lo cual le concede un poder casi absoluto. Quizá podría incluso destruir el universo entero en un suspiro...siempre y cuando esté despierta, pues es una dormilona empedernida.
- Sólo hay dos personajes que viven fuera de Gensokyo en esta historia: Maribel Han y Renko Usami, que viven en nuestro mundo.
- Nadie sabe dónde vive Yukari Yakumo. Se dice que vive "en" la frontera entre nuestro mundo y Gensokyo...pero caben sospechas de que realmente vive fuera de Gensokyo.
- Rinnosuke Morichika es el único personaje masculino de toda la saga con aparición oficial, siempre y cuando no contemos a Genji, la tortuga de Reimu. Se menciona a un tal "Youki Konpaku" como padre de Youmu Konpaku en la información acerca de este personaje.
- Según lo que se cuenta en Imperishable Night, hay gente viviendo en la luna, en lo que parece ser otro "Gensōkyō". Por eso no es posible ver vida allí arriba.
- Se ha establecido que la fecha de creación de Gensōkyō data de la década de 1880.
- Gensōkyō no sólo es invisible al ojo humano sino que, además, su frontera es impenetrable.
- El fenómeno del "Spiriting away" estaría causado por Yukari Yakumo.
- La saga Touhou tiene una enorme cantidad de aficionados, siendo una saga que se completa gracias a ellos mediante un montón de doujinshi (obras hechas por amateurs), siendo éstas un material casi aceptado como oficial (ZUN no niega ni confirma su validez).